# Thelma Kalama
Thelma Hildegard Kalama, później Aiu (ur. 24 marca 1931 w Honolulu, zm. 17 maja 1999 tamże) – amerykańska pływaczka. Złota medalistka olimpijska z Londynu.
Zawody w 1948 były jej jedynymi igrzyskami olimpijskimi. Medal zdobyła w sztafecie w stylu dowolnym. Partnerowały jej Marie Corridon, Brenda Helser i Ann Curtis.